# Louis Charles Estancelin
Pour les articles homonymes, voir Estancelin.
Louis Charles Alexandre Estancelin est un homme politique français né le 6 juillet 1823 à Eu (Seine-Inférieure) et mort le 13 avril 1906 à Baromesnil (Seine-Inférieure).

## Biographie
Neveu de Louis Estancelin, fils d'Alexandre Estancelin, receveur des contributions indirectes de l'arrondissement d'Eu, et de Sophie Bruzen, Louis Charles Estancelin commence une carrière dans la diplomatie comme secrétaire d'ambassade. 
Très proche de la famille d'Orléans, il est conseiller général et maire de Baromesnil. Il est député de la Seine-Maritime de 1849 à 1851 et de 1869 à 1870, siégeant à chaque fois avec les orléanistes. Il est un opposant virulent à la Deuxième République.
Il sert comme général de l'armée auxiliaire des gardes nationales mobilisées durant la guerre franco-allemande de 1870.

## Publications
- La vérité sur les événements de Rouen, A. Le Brument, 1871, 42 p.

## Distinctions
- Chevalier de la Légion d'honneur (décret du 5 juin 1871).

## Sources
- « Louis Charles Estancelin », dans Adolphe Robert et Gaston Cougny, Dictionnaire des parlementaires français, Edgar Bourloton, 1889-1891 [détail de l’édition]